# Колібрі-сапфір
Колі́брі-сапфі́р (Hylocharis) — рід серпокрильцеподібних птахів родини колібрієвих (Trochilidae). Представники цього роду мешкають в Південній Америці.

## Види
Виділяють два види:
- Колібрі-сапфір кактусовий (Hylocharis sapphirina)
- Колібрі-сапфір золотистий (Hylocharis chrysura)

За результатами молекулярно-філогенетичного дослідження 2014 року, яке показало, що рід Hylocharis був поліфілітичним, низку видів, яких раніше відносили до цього роду, було переведено до родів Chrysuronia і Chlorestes.

## Етимологія
Наукова назва роду Hylocharis походить від сполучення слів дав.-гр. ὑλη — ліс і χαρις — краса.